# Quý Khê
Quý Khê (tiếng Trung: 贵溪市) là một thành phố cấp huyện thuộc địa cấp thị Ưng Đàm, tỉnh Giang Tây, Trung Quốc.

## Hành chính
Quý Khê được chia ra làm 23 đơn vị hành chính cấp hương, bao gồm 3 nhai đạo, 16 trấn, 3 hương và 1 hương dân tộc. Ngoài ra thành phố này còn quản lí 10 đơn vị ngang cấp hương khác.
- Nhai đạo: Hoa Viên (花园街道), Hùng Thạch (雄石街道), Đông Môn (东门街道)
- Trấn: Tứ Lịch (泗沥镇), Hà Đàm (河潭镇), Chu Phường (周坊镇), Hồng Đường (鸿塘镇), Chí Quang (志光镇), Lưu Khẩu (流口镇), La Hà (罗河镇), Kim Đồn (金屯镇), Đường Loan (塘湾镇), Văn Phường (文坊镇), Lãnh Thủy (冷水镇), Tân Giang (滨江镇), Thiên Lộc (天禄镇), Lôi Khê (雷溪镇), Long Hổ Sơn (龙虎山镇), Thượng Thanh (上清镇)
- Hương: Bạch Điền (白田乡), Bành Loan (彭湾乡), Nhĩ Khẩu (耳口乡)
- Hương dân tộc: Hương dân tộc Xa Chương Bình (樟坪畲族乡)

Đơn vị ngang cấp hương khác
- Khu công nghiệp thành phố Quý Khê (贵溪市工业园区)
- Biện sự xứ Giang Bắc (江北办事处)
- Khu làm vườn Tháp Kiều (塔桥园艺场)
- Khu khai khẩn Hà Đàm Phụ (河潭埠垦殖场)
- Lâm trường: Tây Diêu (西窑林场), Song Quyến (双圳林场), Nhĩ Khẩu (耳口林场), Lãnh Thủy (冷水林场), Tam Huyện Lĩnh (三县岭林场)
- Khu quản lí phong cảnh Long Hổ Sơn (龙虎山风景旅游区管委会) hay còn gọi là lâm trường Thượng Thanh (上清林场)